# Thymus dzalindensis
Thymus dzalindensis — вид рослин родини глухокропивові (Lamiaceae), ендемік Росії (Амур, Примор'я).

## Поширення
Ендемік Росії (Амур, Примор'я).